# Synosternus caffer
Synosternus caffer är en loppart som först beskrevs av Jordan et Rothschild 1923.  Synosternus caffer ingår i släktet Synosternus och familjen husloppor. Inga underarter finns listade i Catalogue of Life.